# Rowena Dring
Rowena Dring (* 1970 in Wellingborough) ist eine britische Künstlerin.

## Leben
Dring studierte von 1989 bis 1990 am Bedford College of Higher Education (UK), von 1990 bis 1993 am Chelsea College of Art & Design, London und von 1996 bis 1998 am Goldsmith College, University London, wo sie ihren Master in Kunst ablegte. Dring lebt und arbeitet in Amsterdam.

## Werk
Dring zählt zu den Künstlern, die sich um einen neuen Zugang zum Landschaftsbild bemühen. Auf den ersten Blick wirken ihre Arbeiten wie herkömmliche Malerei. Bei näherer Betrachtung geben sie sich jedoch als genähte Bilder zu erkennen, zusammen gesetzt aus unzähligen, einfarbigen und unterschiedlich großen Stoffteilen. Ausgehend von Photographien, die die Künstlerin auf Reisen aufgenommen hat, werden die Motive mit Hilfe eines Computerprogramms in einzelne Farb- und Formfelder zerlegt. Das so auf Fragmente reduzierte Motiv wird mit Hilfe von Blaupausen auf Stoffe übertragen. Dring schneidet dann die unzähligen Einzelteile entsprechend aus und näht sie mit einer herkömmlichen Nähmaschine zu einem neuen Bild zusammen. Dring nimmt dadurch eine Neuordnung des vorhandenen Landschaftsbildes vor: Sie zerlegt es zunächst in Einzelteile, reduziert diese dann auf ihre bloße Form und weist jedem Fragment eine Farbe zu. Die Vereinfachung des Motivs führt gleichzeitig zu einer Übertreibung. Denn die Vielzahl der zusammengesetzten, monochromen Farbflächen, erzeugen eine überzeichnet wirkende Farbigkeit. So erinnern Drings Arbeiten an Malen-nach-Zahlen-Sets, Motive aus Comic-Magazinen oder Camouflage-Muster. Dring bezweckt dabei keinen nostalgischen Blick auf das Landschaftsbild. Es dient ihr lediglich als Mittel zum Zweck. Sie lenkt die Aufmerksamkeit auf gängig gewordene Idealvorstellungen von „idyllischer Landschaft“ und romantischen Orten. In Anbetracht der damit verbundenen Austauschbarkeit spielt sie mit deren lakonischen Abbildern und entlarvt dabei die Oberflächlichkeit solcher Vorstellungen. Dring enthüllt damit unser Bild der „perfekten“ Natur als kulturelle Konstruktion.